# Парламентские выборы в Швейцарии (1911)
Парламентские выборы в Швейцарии проходили 29 октября 1911 года. Свободная демократическая партия сохранила абсолютное большинство в парламенте, получив 115 из 189 мест Национального совета.

## Избирательная система

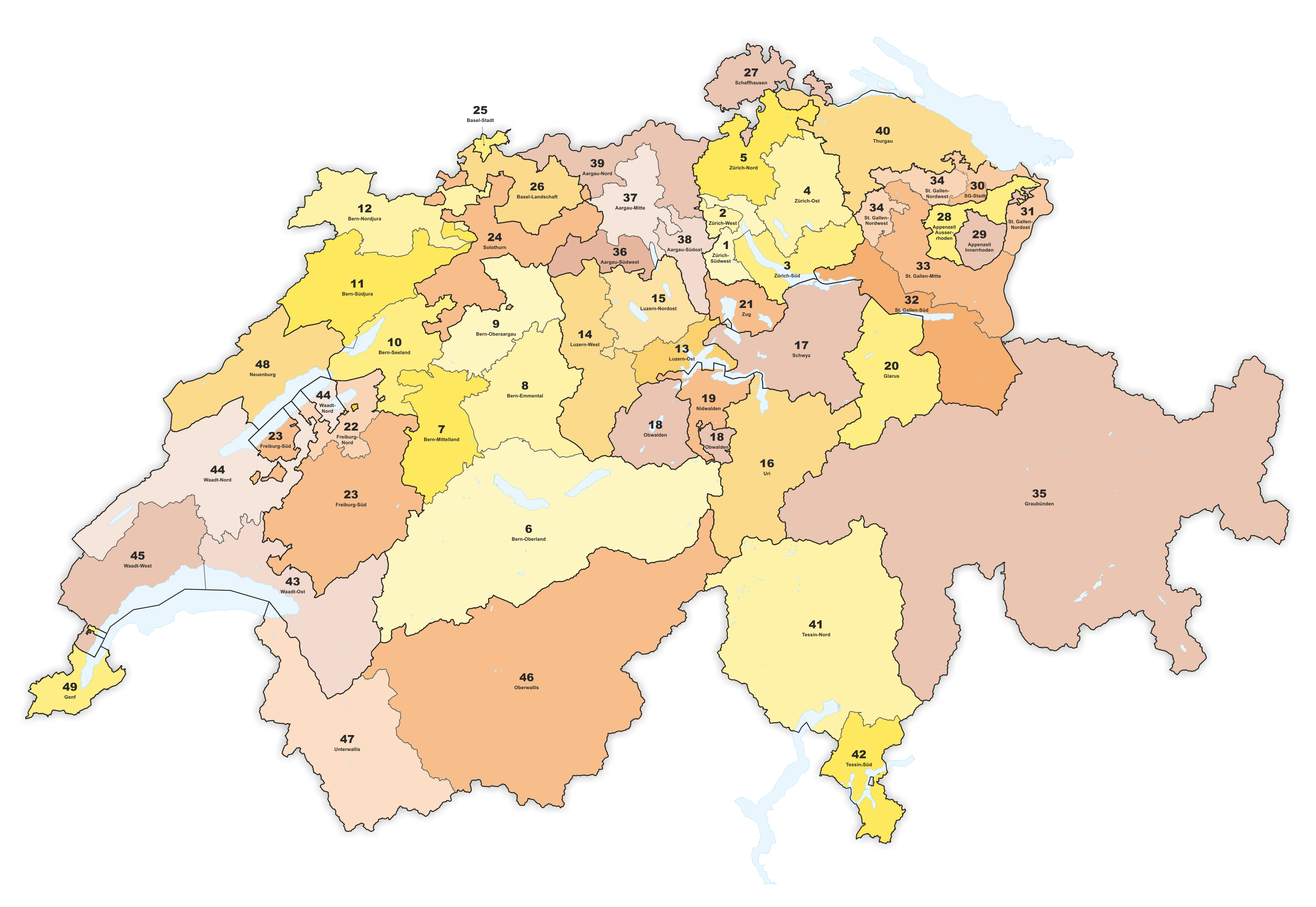
Карта Швейцарии, разделённая на 49 избирательных округа (1911—1917).

189 депутатов Национального совета избирались в 49 одно- и многомандатных округах. Распределение мандатов было пропорционально населению: одно место парламента на 20 тыс. граждан . 
Голосование проводилось по системе в три тура. В первом и втором туре для избрания кандидат должен был набрать абсолютное большинство голосов, в третьем туре достаточно было простого большинства. Каждый последующий тур проводился после исключения кандидата, набравшего наименьшее число голосов. 
Выборы в Национальный совет проходили по новому федеральному закону, принятому 23 июня 1911 года. После переписи населения 1910 года количество мест парламента было увеличено со 167 до 189 депутатов при сохранении того же количества избирательных округов. Кантоны Берн и Цюрих получили по 3 дополнительных места, кантоны Аргау, Санкт-Галлен и Во — по 2 дополнительных места, кантоны Базель-Ланд, Базель-Штадт, Фрибур, Граубюнден, Люцерн, Невшатель, Золотурн, Тичино и Тургау — по одному дополнительному месту. Референдум 1910 года по введению пропорционального представительства в Национальный совет и прямых выборов в Федеральный совет был отклонён избирателями.

## Результаты

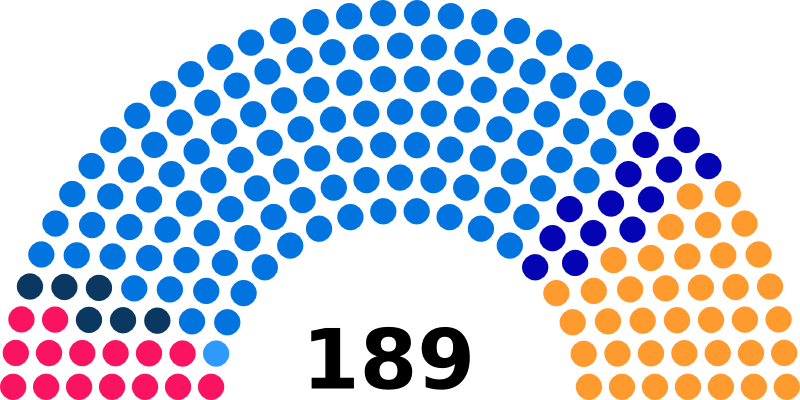
Распределение мест в Национальном совете (1911).

Наивысшая явка была зарегистрирована в кантоне Аргау, где она составила 83,1 %, что оказалось даже выше, чем в кантоне с обязательным голосованием Шаффхаузен (80 %). В кантоне Обвальден явка оказалась наименьшей (21,1 %).
|  | Партия                               | Голосов | %    | Мест | +/–   |
|  | Свободная демократическая партия     | 198 300 | 49,5 | 115  | +10   |
|  | Социал-демократическая партия        | 80 050  | 20,0 | 15   | +8    |
|  | Католическая народная партия         | 76 726  | 19,1 | 38   | +4    |
|  | Либеральные центристы                | 27 062  | 6,8  | 14   | –2    |
|  | Демократическая группа               | 12 610  | 3,1  | 6    | +1    |
|  | Партия Рейнского круга               | 6122    | 1,5  | 1    | новая |
|  | Прочие                               | 6122    | 1,5  | 0    | 0     |
|  | Недействительных/пустых бюллетеней   | 36 840  | –    | –    | –     |
|  | Всего                                | 437 710 | 100  | 189  | +22   |
|  | Зарегистрированных избирателей/ Явка | 830 120 | 52,7 | –    | –     |
|  | Источник: BFS                        |         |      |      |       |